# NGC 3672
NGC 3672 is een spiraalvormig sterrenstelsel in het sterrenbeeld Beker. Het hemelobject werd op 4 maart 1786 ontdekt door de Duits-Britse astronoom William Herschel.

## Synoniemen
- MCG -2-29-28
- UGCA 235
- IRAS 11225-0931
- PGC 35088